# Advances in Anatomic Pathology
Advances in Anatomic Pathology, abgekürzt Adv. Anat. Pathol., ist eine wissenschaftliche Fachzeitschrift, die vom Lippincott Williams&Wilkins-Verlag veröffentlicht wird. Sie erscheint mit sechs Ausgaben im Jahr. Es werden Arbeiten veröffentlicht, die sich mit Entwicklungen in anatomischer und chirurgischer Pathologie beschäftigen.
Der Impact Factor lag im Jahr 2014 bei 3,229. Nach der Statistik des ISI Web of Knowledge wird das Journal mit diesem Impact Factor in der Kategorie Pathologie an 17. Stelle von 75 Zeitschriften geführt.